# Jacques Leroy (colonel)
Pour les articles homonymes, voir Jacques Leroy et Leroy.
Jacques Leroy, né le 1er avril 1762 à Versailles et mort le 2 avril 1842 à Paris, est un militaire français de la Révolution et de l’Empire.

## États de service
Il entre en service le 21 octobre 1780, comme dragon au régiment de La Rochefoucauld, et il obtient son congé le 21 février 1788. 
Garde national sédentaire dans la commune de Pont-à-Mousson le 8 janvier 1790, il se trouve à l’affaire de Nancy le 31 août suivant, et il est élu capitaine le 26 juin 1791, au 1er bataillon de volontaires de la Meurthe. Le 10 mars 1792, il passe sous-lieutenant au 7e régiment de cavalerie, il y devient lieutenant le 17 juin, et il fait les campagnes de 1792 à l’an IX, au camp de la Lune, aux armées des Ardennes, de Sambre-et-Meuse, du Rhin, d'Allemagne, de Mayence et du Danube. Il reçoit son brevet de capitaine le 7 décembre 1793, et il se distingue le 10 mai 1794, à la bataille qui a lieu entre Lille et Tournai, contre les Anglais et les Autrichiens. Il rallie une grande partie de divers corps de troupes et en forme une masse à la tête de laquelle il se met en bataille en avant d’un pont, fait reprendre une position avantageuse à une section d’artillerie légère prête à tomber au pouvoir de l’ennemi, et par ses bonnes dispositions, il arrête ses progrès et opère une diversion qui assure la retraite de la division de gauche de l’armée française, et la sauve de la position critique où elle se trouve. 
Le 18 avril 1799, il est employé aux détails de l’inspection du général d’Harville, et le 18 brumaire an VIII, il se trouve à Saint-Cloud. Il est nommé chef d’escadron le 7 décembre 1799, au 4e régiment de cavalerie, qu’il rejoint à l’armée du Rhin.
Rentré en France à la fin des hostilités, il obtient le grade de major au 6e régiment de cuirassiers le 29 octobre 1803, et il est fait chevalier de la Légion d’honneur le 25 mars 1804. Le 19 juillet 1804, il devient écuyer cavalcadour de l’Impératrice Joséphine de Beauharnais, puis il retourne à son régiment le 22 novembre 1804. De 1805 à 1811, il effectue plusieurs missions, dans différents départements, comme membre du conseil de recrutement, et le 2 février 1812, il est promu colonel commandant d’armes, et mis à la disposition du major-général de la Grande Armée, à compter du 28 août suivant, pour être employé à la campagne de Russie. Fait prisonnier à la fin de cette campagne, il a alors les mains et les pieds mutilés par la gelée.
De retour en France au mois de septembre 1814, il est fait chevalier de Saint-Louis par le roi Louis XVIII le 11 octobre 1814, et mis en demi-solde. Lors des Cent-Jours, l’Empereur lui confie au mois de mai 1815, le commandement supérieur de Langres, mis en état de siège. Après la catastrophe de Waterloo, les armées ennemies envahissent une deuxième fois le territoire français, et le comte de Colloredo-Mannsfeld (de), à la tête d’un corps d’armée autrichien, vient former le blocus de la place de Langres. Aux sommations qui lui sont faites, il répond par la proclamation suivante datée du 15 juillet 1815, « Français, la place de Langres est confiée à votre bravoure, et vous en répondez à la France. C’est dans l’intérêt du souverain de notre patrie que nous la défendrons contre l’étranger qui oserait l’attaquer. Nous avons toujours été et nous serons toujours fidèles à l’honneur. Que tout esprit de parti cesse ; ne sommes-nous pas les enfants de la France ? Jurons donc de lui conserver le dépôt remis entre nos mains et de ne l’abandonner que sur les ordres précis de l’autorité légitime ! Par là, nous aurons rempli les obligations que l’honneur et le devoir nous imposent, et nos ennemis eux-mêmes seront contraints de nous accorder leur estime. » Des ordres du gouvernement royal étant arrivés, le colonel Leroy signe une convention avec le général Colloredo et ouvre les portes de Langres aux autrichiens qui font le service concurremment avec les troupes françaises. Remplacé dans son commandement au mois d’août 1815, il est admis à la retraite le 9 décembre suivant. Il est fait officier de la légion d’honneur le 9 juin 1820.
Il meurt le 2 avril 1842, à Paris.

## Sources
- A. Lievyns, Jean Maurice Verdot, Pierre Bégat, Fastes de la Légion-d'honneur, biographie de tous les décorés accompagnée de l'histoire législative et réglementaire de l'ordre, Tome 4, Bureau de l’administration, 1844, 640 p. (lire en ligne), p. 375.
- « Cote LH/1608/21 », base Léonore, ministère français de la Culture
- Danielle Quintin et Bernard Quintin, Dictionnaires des colonels de Napoléon, S.P.M., 2013, 978 p. (ISBN 978-2-296-53887-0, lire en ligne)
- Commandant G. Dumont, Bataillons de volontaires nationaux, (cadres et historiques), Paris, Lavauzelle, 1914, p. 200.
- Frédéric Masson, Joséphine, impératrice et reine, Goupil, 1899, p. 205.